# Ernes (España)
Ernes (llamada oficialmente San Pedro de Ernes) es una parroquia y una aldea española del municipio de Negueira de Muñiz, en la provincia de Lugo, Galicia.

## Organización territorial
La parroquia está formada por cuatro entidades de población, constando tres de ellas en el anexo del decreto en el que se aprobó la actual denominación oficial de las entidades de población de la provincia de Lugo:

### Entidades de población
Entidades de población que forman parte de la parroquia:
- Ernes
- Escanlar
- Vilar

### Despoblado
Despoblado que forma parte de la parroquia:
- Boelle

## Demografía

### Parroquia
| Gráfica de evolución demográfica de Ernes (parroquia) entre 2000 y 2020 |
|                                                                         |
| Datos según el nomenclátor publicado por el INE.                        |

### Aldea
| Gráfica de evolución demográfica de Ernes (aldea) entre 2000 y 2020 |
|                                                                     |
| Datos según el nomenclátor publicado por el INE.                    |